# Micropentila jacksoni
Micropentila jacksoni är en fjärilsart som beskrevs av Talbot 1937. Micropentila jacksoni ingår i släktet Micropentila och familjen juvelvingar. Inga underarter finns listade i Catalogue of Life.